# Zarow
Die Zarow ist ein Flachlandfluss im Osten Mecklenburg-Vorpommerns.
Der auch topografisch Zarow genannte Unterlauf entsteht aus zwei Gräben, dem sich über eine Pseudobifurkation ins Einzugsgebiet der Tollense und damit der Peene fortsetzenden Landgraben und dem aus dem Galenbecker See kommenden Weißen Graben. Da dessen in den Galenbeckeer See mündender Oberlauf mit dem Zarowbach beginnt, in dessen Nähe eine Anhöhe Zarowberg heißt, darf vermutet werden, dass der Name ‚Zarow‘ ursprünglich mit diesem Wasserlauf verbunden war. Hydrografisch gilt jedoch der Landgraben als (Haupt-)Oberlauf der Zarow, da er mit dem nördlichen Teil der Datze (deren südlicher Teil in Neubrandenburg in die Tollense fließt) ein deutlich größeres Einzugsgebiet hat.
Das mit zahlreichen Gräben durchzogene Gebiet der Friedländer Großen Wiese wird unter anderem von der Zarow entwässert. Zu diesem Zweck wird das Wasser aus mehreren tiefer gelegenen Poldergräben mit Schöpfwerken in Landgraben und Zarow gehoben.
Am Zusammentreffen zweier Hauptgräben bei Ferdinandshof beginnt der Fluss seinen etwa 16 km langen Weg nach Norden durch die Ueckermünder Heide.
Um 1730 wurden im Ufergebiet Moorsiedlungen angelegt. So befindet sich bei Ueckermünde die Siedlung Zarowmühl. Gegen Ende des 19. Jahrhunderts wurde auf der Zarow Holz geflößt. Heute ist der Fluss im Sommer stark krautbewachsen. In den letzten Jahren wurden zwei Wehre bei Meiersberg und Zarowmühl abgerissen und umweltverträgliche Fischtreppen errichtet. Dennoch kommt es durch starken Nährstoffeintrag, in Folge intensiver landwirtschaftlicher Nutzung der umliegenden Felder und Wiesen sowie anderer Umstände immer wieder zu Fischsterben.
In Grambin befinden sich Anlegestellen, die als Hafen für Sportsegler auf dem Haff genutzt werden. Die Zarow mündet westlich der Uecker, bei Grambin, in das Stettiner Haff.
Der Verlauf der Zarow gilt als alte Kulturgrenze zwischen West- und Mittelpommern (vgl. zur Einteilung hier), die sich an der Sprache sowie Sitten und Gebräuchen ablesen lässt. So isst man westlich der Zarow Heißwecken, östlich davon Fastenbrezeln.